# 오스위고 요새

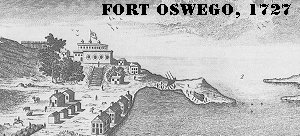

오스위고 요새(Fort Oswego)는 18세기 북미의 5대호 지역에 있었던 교역소였다. 프렌치-인디언 전쟁이 한창이던 1756년에는 프랑스와 영국군 사이에 이전투구의 현장이 되었다. 원래 요새는 1772년 뉴욕의 총독이었던 윌리엄 버넷의 명령에 따라 1727년에 설립되었으며, 원래는 프랑스 상인들을 위한 역참이었던 1722 블록하우스에 인접해 있다. 통나무 울타리 요새는 5대호에 있는 영국령에 세워졌다.
1756년, 프랑스군과 원주민의 연합군은 영국군 제50 연대, 제51연대가 지키고 있던 이곳을 쉽게 접수했다. 100명이 넘는 영국군이 사망했으며, 그들 중 다수는 요새가 공식적으로 항복한 후 살해되었다. 프랑스 인은 1,500명의 영국 포로를 잡았고, 요새 자체를 파괴했다. 이곳은 현재 뉴욕주 오스위고 시에 포함되어 있다.

## 오스위고 요새 강화
오스위고 요새를 언급하는 많은 사초들은 실제로는 동시에 또는 이후 존재했던 다른 요새들을 언급하고 있다. 이곳의 지형은 이것을 설명하고 있다. 원래 요새는 오스위고 강 입구의 북서쪽 저지대에 있던 교역소 주위에 세워졌다. 이곳은 카누와 강배가 편리하게 다닐 수 있는 교통 요지였다. 1727년에 석조형 요새가 추가되었으며, 이곳을 버넷 요새(Fort Burnet)라고 불렀다. 1741년에 높이 3m에 폭이 1m인 삼각형의 돌담이 추가되었으며, 전체 성벽 내부를 페퍼렐 요새(Fort Pepperrell)라고 불렀다.(강의 북서쪽을 따라 난 갈레길에 오스위고 요새 지역임을 나타내는 표식이 발견되고 있다.) 이러한 확장 외에도 1755년 강의 북동쪽 고지대를 따라 온타리오 요새가 만들어졌고, 오스위고 요새에서 남서쪽으로 800m 떨어진 곳에 위한 절벽에 조지 요새가 추가되었다. 조지 요새는 또한 래스컬 요새 또는 웨스트 요새로 불리기도 했다. 온타리오 요새는 6개국 요새 또는 동부 요새로도 알려져 있었다. 프랑스인들은 오스위고 요새를 샤구엔 요새(Fort Chouaguen)로 알고 있었다. 오스위고 요새에 대한 일부 문헌은 복합 단지 전체를 지칭하기도 한다. 오스위고에 있는 표식자를 제외하고는 오스위고 요새 자체에서 남아 있는 것은 없다.
온타리오 요새는 원래의 요새 터 또는 주변에 여러 차례 재건되었다. 그러나 1940년대 미 육군에 의해 폐기되었다. 요새는 현재 뉴욕 주립 공원과 역사 보존 구역으로 관리되고 있으며 일반인에게 공개되어 있다.

## 프랑스-인디언 전쟁

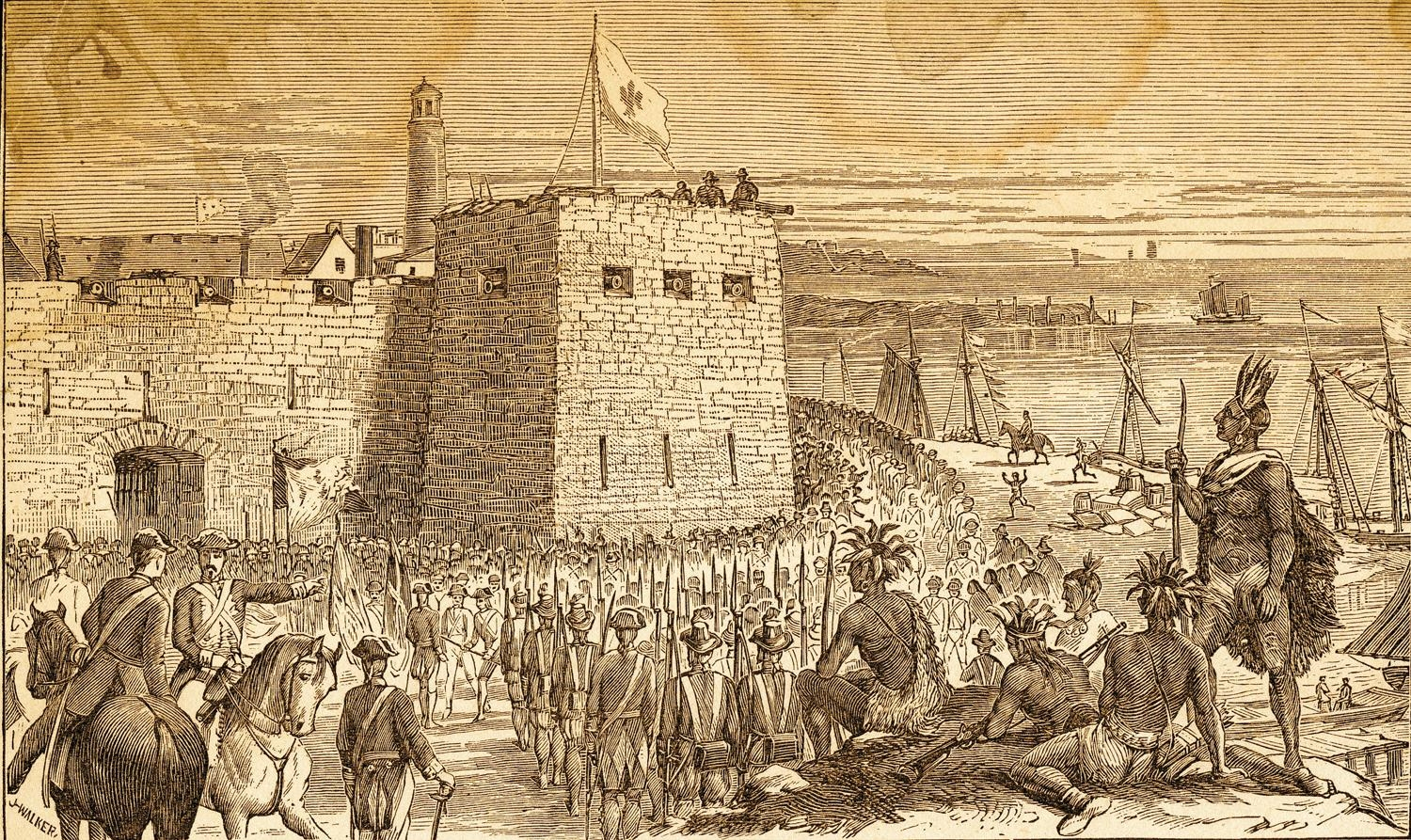
오스위고 요새

프렌치-인디언 전쟁의 시기에 프랑스 사령관 몽칼름 장군은 3000명의 병력과 함께 8월에 도착했다. 그의 병력은 정규군 3개 연대, 캐나다 민병대 몇 개 중대, 다수의 인디언들로 구성되었다. 그는 우선 온타리오 요새를 점령한 후 오스위고 요새에 대한 공격을 시작했다. 오스위고는 더 강한 요새였지만 함락된 온타리오 요새 내의 120문의 대포에 노출되는 아래 언덕에 있었다. 몽칼름은 대포 사격으로 요새를 초토화시켰으며, 영국 사령관 머서 대령을 포격으로 전사했다. 영국군은 1756년 8월 15일에 항복해야 했다.
몽칼름은 많은 영국 보급 물자를 인디언 동맹군에게 내주었고 요새를 파괴했다. 그는 1,700명의 포로를 데리고 퀘벡으로 돌아왔다. 그의 작전은 영국인들에게 인디언 동맹국에 강한 인상을 주었고, 오나이다 족과 세네카 족은 프랑스 편으로 돌아서게 했다.

## 이후

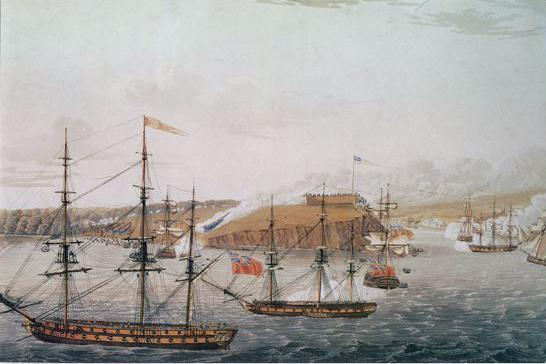
1812년 전쟁의 오스위고 요새 습격 (1814년 5월)

이곳은 이후 미국 독립 전쟁과 1812년 전쟁(영국의 습격으로 함락되었을 때) 때 해안 포대로 사용되었지만, 다시 보강되지는 않았다. 오스위고 요새를 언급하는 독립 전쟁 문헌은 사실 온타리오 요새를 언급한 것이다. 원래 위치는 뉴욕, 오스위고에 있는 서쪽 첫번째 그리고 호수 거리에 기념된다. 조지 요새는 현재 몽칼름 공원에 있다. 온타리오 요새는 19세기와 20세기에 걸쳐 군 기지로 불규칙하게 유지되었지만, 현재는 주 유적지로 개방되어 있다.

## 참고 문헌
- Graymont, Barbara, The Iroquois in the American Revolution, 1972, ISBN 0-8156-0083-6